# Robert Jacquinot
Robert Jacquinot (Aubervilliers, 31 dicembre 1893 – Bobigny, 17 giugno 1980) è stato un ciclista su strada francese, professionista dal 1921 al 1927.

## Carriera

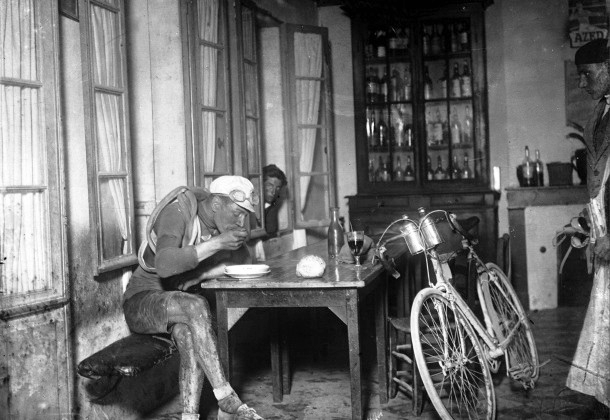
Jacquinot si ristora a Hostens durante la 5ª frazione del Tour de France 1922

Corridore adatto alle corse a tappe, riuscì in carriera ad imporsi in 4 frazioni del Tour de France, indossando per altrettante tappe la maglia gialla (3 volte nel 1922 ed una nel 1923). Ottenne vari piazzamenti in corse minori e ud una Top10 alla Parigi-Roubaix. Morì a 86 anni e mezzo.

## Palmarès
- 1914 (dilettanti)

Parigi-Nancy
- 1922 (Peugeot, tre vittorie)

Circuit de Champagne
1ª tappa Tour de France (Parigi > Le Havre)
3ª tappa Tour de France (Cherbourg > Brest)
- 1923 (Peugeot & Automoto, tre vittorie)

Parigi-Saint-Étienne
3ª tappa Tour de France (Parigi > Le Havre)
5ª tappa Tour de France (Les Sables-d'Olonne > Bayonne)

## Piazzamenti

### Grandi Giri
- Tour de France

1919: ritirato (2ª tappa)
1920: ritirato (6ª tappa)
1921: ritirato (3ª tappa)
1922: ritirato (6ª tappa)
1923: 25º
1924: ritirato (7ª tappa)
1925: ritirato (9ª tappa)

### Classiche monumento
- Parigi-Roubaix

1919: 19º
1921: 19º
1922: 25º
1923: 7º
1924: 23º